# Thetidia viridis
Thetidia viridis là một loài bướm đêm trong họ Geometridae.